# Massicus
Massicus is een kevergeslacht uit de familie van de boktorren (Cerambycidae). De wetenschappelijke naam van het geslacht werd voor het eerst geldig gepubliceerd in 1867 door Pascoe.

## Soorten
Massicus omvat de volgende soorten:
- Massicus dierli Heyrovský, 1976
- Massicus fasciatus (Matsushita, 1933)
- Massicus fryi Gahan, 1890
- Massicus intricatus (Pascoe, 1866)
- Massicus pascoei (Thomson, 1857)
- Massicus philippensis Hüdepohl, 1990
- Massicus scapulatus Hüdepohl, 1994
- Massicus subregularis Schwarzer, 1931
- Massicus suffusus Gressitt & Rondon, 1970
- Massicus theresae (Pic, 1946)
- Massicus trilineatus (Pic, 1933)
- Massicus unicolor Gahan, 1906
- Massicus venustus (Pascoe, 1859)